# Placiphorella mirabilis
Placiphorella mirabilis är en blötdjursart som beskrevs av Clark 1994. Placiphorella mirabilis ingår i släktet Placiphorella och familjen Mopaliidae. Inga underarter finns listade i Catalogue of Life.